# Сидоренко Денис Борисович
Дени́с Бори́сович Сидо́ренко (нар. 18 квітня 1989, Харків, УССР) — український футболіст, воротар. Виступав за юнацькі збірні України U-18 та U-19.

## Життєпис
Вихованець харківського футболу. До 2011 року практикувався в стані «Металіста». Згодом на умовах оренди перейшов до овідіопольського «Дністра», за який провів 13 ігор. Згодом приєднався до харківського «Геліоса», що вступав у Першій лізі України. У 2015 році повернувся до «Металіста».
У лютому 2016 року на умовах оренди повернувся до «Геліоса».
6 липня 2018 року підписав контракт з харківським клубом «Металіст 1925».

## Досягнення
«Металіст 1925»:
 Бронзовий призер Першої ліги України: 2020/21